# Tarō Asō
Tarō Asō (Iizuka, 20. rujna, 1940.), japanski političar, 92. po redu predsjednik Vlade Japana. 
On je također bio i predsjednik Liberalne demokratske stranke (LDP), te član Zastupničkog doma od 1979. Bio ministar vanjskih poslova od 2005. do 2007, pod premijerima Shinzom Abeom i Junichirom Kouizumijem, a kraće vrijeme je bio i generalni tajnik LDP 2007. i ponovno 2008. U prosincu 2012. postao je ministar financija u kabinetu Shinza Abea.